# 히가시오 오사무
히가시오 오사무(일본어: 東尾 修, 1950년 5월 18일 ~ )는 일본의 전 프로 야구 선수이자 야구 감독, 야구 해설가·평론가이다.
애칭은 톤비(トンビ)이며, 1968년에 니시테쓰 라이온스에 입단하면서 이후 다이헤이요 클럽, 크라운라이터, 세이부에서 활약을 했다. 1970년대부터 1980년대의 퍼시픽 리그를 대표하는 간판 투수로 군림했고 같은 연배인 야마다 히사시, 무라타 조지, 스즈키 게이시 등의 간판 투수들과 함께 대결하면서 팬들을 흥분시켰다. 1980년대 세이부 라이온스 황금 시대의 주력 선수로 활약하면서 1984년에 개인 통산 200승을 달성했다. 은퇴 후 1995년부터 2001년까지 세이부 라이온스의 감독을 맡아 7년 동안 리그 우승을 두 차례 이끌면서 모두 A클래스를 유지하는 대기록을 세웠다.
장녀는 프로 골프 선수인 히가시오 리코이며, 사위는 이시다 준이치, 그리고 사촌이자 가수인 아오야마 가즈코가 있다.

## 인물

### 프로 입단 전
와카야마현 아리다군 기비 정(현재의 아리다가와정)에서 태어나 기비 중학교를 거쳐 와카야마 현립 미노시마 고등학교를 졸업, 히가시오는 원래 헤이안 고등학교에 입학을 희망하고 있었지만 그 평판을 들은 미노시마 고등학교 야구부 감독인 비토 다다시가 직접 설득하면서 입학시켰다. 1968년에는 고시엔 대회에 첫 출전하여 미노시마 고등학교의 에이스로서 활약해 팀의 4강에 오르는 성적을 남겼다. 나중에 비토 감독은 고시엔 대회에서 춘계 대회 3차례, 하계 대회 1차례에 우승하는 실적을 남겼지만 “그 해(1968년)의 팀이 최강이어서 우승할 수 없었던 것은 자기 자신의 경험 부족 때문에”라고 말했다.
1968년의 프로 야구 드래프트 회의에서 니시테쓰 라이온스로부터 1순위 지명을 받으면서 추첨으로 의해 니시테쓰의 지명 순위가 12번째로 정해졌기 때문에 이 1순위 지명은 1순위 지명 마지막 12번째의 지명이었다. 당초 드래프트 직전에는 다른 구단에서 어떠한 접촉이 있어서 안에는 1위 지명을 암시한 구단도 있었다고는 하였지만 니시테쓰로부터의 지명은 사전에 어떠한 접촉도 없는 당돌한 것이었다. 그 때문에 히가시오의 부모는 “도쿄(수도권)와 오사카 지역의 팀이라면 입단 시키겠지만 어쨌든(한번도 방문한 적이 없다) 규슈 지역의 연고지가 있는 팀에 아들을 입단 시킬 수는 없다”라고 니시테쓰의 입단에 반대하여 지명을 거부해 대학에 진학하는 것을 원했다. 히가시오 자신도 니시테쓰의 일방적인 지명에 화를 내면서 한때는 호세이 대학에 진학을 결정하려고 했다. 그러나 “니시테쓰도 프로의 팀이자 그 프로가 1위 지명을 해 주었다”라고 생각을 고치면서 부모님을 설득해 니시테쓰에 입단했으며 본인(히가시오)에 앞서 1968년 여름 고시엔 대회 1회전에서 탈락하여 중앙무대에 알려지지 않았지만 오래 전부터 '초고교급' 투수로 각광받은 재일동포 장명부 스카우트 물망에 오르기도 했다.
| “ | 1위 지명이었기 때문에야말로 입단했다. 니시테쓰는 1위 지명에 의해서 나의 위상을 지켜 주었다. 1위 지명이 아니면 니시테쓰에 입단하지 않았다. | ” |

히가시오는 후에 이 같은 말을 했는데 자신의 저서에서는 “2위에도 들어가 있었고, 3위라도 들어가 있었을지도 모른다”라고 말했다.

### 현역 시절
입단 1년 차인 1969년에는 당시 리그 투수진의 높은 수준에 자신없어 하면서 한 번은 구단 수뇌진에게 야수로 전향해 달라고 건의한 적도 있었다. 그런데 1969년에 일본 프로 야구의 승부 조작 사건인 일명 ‘검은 안개 사건’이 발생하면서 팀내 에이스 투수인 이케나가 마사아키 등 주력 투수들이 일제히 야구계에서 영구 제명되는 등 팀은 투수가 부족한 상황에서 1군 투수로서의 완전히 가동하지 않을 수 없게 되었다. 투수 코치였던 가와무라 히데후미로부터 투수 조련을 받는 등 히가시오의 재능을 높게 평가 받아 가토 하지메와 함께 연일 350개에서 400개의 공을 던지는 투구 훈련을 했다.
히가시오는 롯데 오리온스의 기타루 마사아키, 나리타 후미오 등의 투구 폼을 참고해 가면서 예리하면서도 날카로운 슬라이더를 축으로 한 옆의 흔들거림과 타자의 몸쪽을 파고드는 강력한 피칭 스타일을 구축했다. 사구를 주면서도 전혀 동요하지 않는 넉살좋은 성격을 가졌다는 이유로 ‘싸움 투구법’이라는 별명도 얻었다. 또한 히가시오를 지도한 가와무라도 현역 시대에는 몸쪽 공격을 자랑으로 여기고 있었다. 그 때문에 여사구수의 개수가 많아 통산 165개의 일본 기록을 갖고 있다. 히가시오는 “내가 프로로 살아 남기 위해서는 자신있는 구종을 생각하면 저런 투구 패턴이 아니면 안되었다”라고 말했다.
니시테쓰에 입단할 당시부터 검은 안개 사건으로 인해 주전 투수들이 영구 제명되는 등의 우여곡절을 겪으면서 전력이 감소된 니시테쓰는 마침내 팀이 매각되면서 ‘다이헤이요 클럽 라이온스·크라운라이터 라이온스’로 팀명을 변경하는 등 항상 불안정한 자금 상황에 노출되었다. 팀이 침체된 시대를 히가시오는 에이스 투수로서 팀을 유지했다. 1975년에는 시즌 23승 8패의 성적을 기록하여 리그 다승왕 타이틀을 석권(1972년 17선발승으로 가네다 도메히로와 선발승 공동 1위)했고(7구원승 포함이라 최다 선발승은 스즈키 케이시 19선발승), 1977년 시즌 종료 후에는 요미우리 자이언츠로부터 트레이드 요청을 해왔지만 구단 측은 “히가시오의 방출은 구단의 죽음을 의미하며 그것은 당사자의 입장으로서는 있을 수 없는 일이다”라는 성명을 발표했다. 결국 크라운라이터는 1978년까지 쓰쓰미 요시아키가 경영하는 세이부 그룹에 매각되어 1979년부터 ‘세이부 라이온스’라는 구단 이름이 바뀌게 되었다. 당시 감독이었던 네모토 리쿠오는 구단 프런트의 요직도 겸임하여 트레이드 등에 의해 선수들을 대량으로 교체했고 니시테쓰 라이온스 시대부터 세이부에서의 생존했던 선수는 히가시오와 오타 다쿠지 등 두 명 뿐이었다(히가시오와 오타는 모두 니시테쓰 라이온스에서 세이부 라이온스라는 구단 이름이 바뀔 때까지 모든 라이온스 구단에서 소속했던 선수였다).
1982년부터 히로오카 다쓰로가 세이부의 감독으로 부임하면서 히로오카 감독은 팀플레이를 중시한 수비의 야구를 전개했다. 같은 해 5월에 있은 경기에서 히가시오의 1루 베이스 커버가 늦었다고 느낀 히로오카 감독은 히가시오를 선발 로테이션에서 제외하는 방침을 내세웠다. 이듬해 1983년에는 히로오카 감독이 히가시오의 투구에 관해 경기 직후 기자들과의 인터뷰에서 “가짜 승부를 하고 있는 것은 아닌가”라고 발언한 내용이 스포츠 신문에 보도되자 이 사실을 전해 들은 히가시오가 히로오카 감독의 발언에 격노했다.
히로오카 감독이 취임한 이후 팀은 1982년과 1983년에 2년 연속 퍼시픽 리그 우승과 일본 시리즈 우승을 동시에 달성했고 2년 후인 1985년에도 다시 리그 우승을 제패했다. 히가시오는 세 차례의 일본 시리즈에 출전하면서 모두 중간 계투로 투입되면서 1982년에는 일본 시리즈 MVP에 선정되었다. 이듬해인 1983년에는 퍼시픽 리그 MVP와 최고 평균자책점 타이틀을 동시에 석권했다. 1984년에는 개인 통산 200승을 달성했고 1985년은 투수 부문에서의 타이틀을 차지할 수는 없었지만 17승(15선발승) 3패의 좋은 성적으로 시즌 21승(모두 선발)을 기록한 한큐 브레이브스의 사토 요시노리를 누르고 베스트 나인에 선정되었다.
1986년에 사구를 받아 격노한 리처드 데이비스(긴테쓰 버펄로스)로부터 경기 도중 폭행을 당해 부상당했지만 그대로 호투를 하면서 승리 투수가 되었다. 데이비스와의 폭행 사건이 일어난 후 세이부 이외의 퍼시픽 리그 5개 구단에서 히가시오의 몸쪽 공격이나 사구의 많음에 대한 비판이 집중되었다. 한큐 브레이브스의 우에다 도시하루 감독은 히가시오가 던진 데드볼에 대해서 “그토록 컨트롤이 좋은 투수인데도 노려서 던지고 있다라고 밖에 생각하지 않는다”라고 말하고 있었지만 이에 대해 히가시오는 “몸쪽을 찔러 가는 것은 투수의 권리이다. 굳이 사과를 해야 할 것인가”라고 반박했다.
1987년 팀 동료인 구도 기미야스와의 최고 평균자책점 타이틀을 놓고 끝까지 경쟁을 했고 시즌 15승(모두 선발)을 기록하여 통산 두 번째가 되는 퍼시픽 리그 MVP를 차지했다. 그러나 시즌 종료 후 야쿠자와 연계된 마작 도박을 했다는 사실이 들통나 경찰에 적발되면서 구단으로부터 반 년간의 출장 정지와 제재금 1,000만 엔의 중징계를 받았다. 이후 기자 회견에서 자신이 도박을 한 것과 관련해 구단과 팬들에게 사과했다. 전년도에 오치아이 히로미쓰와 함께 일본 프로 야구 역사상 처음으로 연봉 1억엔의 플레이어가 되면서 1987년 시즌 성적에 의해 다음 시즌에는 연봉이 증가될 것으로 예상되고 있었지만(사건이 발각되기 전에는 1억 1000만 엔의 제시를 보류) 사건이 발각된 것에 의해 25%가 삭감되면서 최종적으로는 연봉 7,500만 엔으로 재계약을 맺었다.
1988년에는 20년 간의 현역 생활을 은퇴하면서 은퇴 후에는 TV 아사히, 분카 방송, 닛칸 스포츠의 야구 해설위원으로 발탁되어 평론가로 활동했다.
니시테쓰 시절 팀 사정에 의해 실력이 부족한 젊은 선수였을 때에도 주전 투수로서 시즌을 통해 등판했기 때문에 패전 수가 많아지자 1년째인 1969년부터 1972년까지 4년 연속으로 패전 수가 가장 많았다. 통산 20년 간의 현역 생활 중 9시즌은 패전 수가 많았고 절반 이상인 14시즌에는 두 자릿수 패전 기록을 세웠고 리그에서 최다 패전을 기록한 시즌은 5차례가 있었다(패전 수가 가장 많았던 시즌은 1972년의 25패). 또 통산 200승보다 앞선 통산 200패를 달성하고 있어(하세가와 료헤이, 가지모토 다카오에 이은 역대 세 번째), 200승을 달성한(200선발승은 1986년 마지막 등판에서 기록) 1984년 시즌 종료 시점에서 통산 201승(176선발승) 215패로 패전 수가 가장 많았다. 그러나 다음해인 1985년에는 17승(15선발) 3패의 좋은 성적을 기록하여 그 후 3년 동안 33승(29선발승) 29패의 성적을 남겼다. 은퇴할 시에는 통산 251승(220선발승으로 통산 선발승 7위) 247패라는 승수를 앞선 통산 기록을 남기게 되었고 현재 200승 투수로서 통산 성적이 승수보다 패전 수가 많은 투수는 가지모토 다카오 밖에 없다. 2011년 기준으로 시즌 300 이닝 등판, 20패를 기록한 마지막 투수이기도 하다.

### 감독 시절
1995년에는 현역 시절의 친정팀인 세이부 라이온스의 감독으로 정식 부임했다. 드래프트에서 니시구치 후미야, 다카기 히로유키, 오제키 다쓰야 등을 영입했고 세이부 황금기의 주축을 담당했던 오레스테스 데스트라데를 복귀시키는 등 전력을 보강했지만 오릭스 블루웨이브와의 상대 전적에서 5승 21패라는 신통치 않은 성적을 기록하여 감독 부임 1년째에 팀 성적은 3위로 마감해 A클래스(1위 ~ 3위)를 간신히 유지했다(오릭스전 이외의 성적은 62승 6무 36패였다). 이듬해 1996년에는 히로시마 도요 카프에서 활약한 가와다 유스케를 영입에 성공하는 것을 시작으로 주니치 드래건스로부터 시미즈 마사지와 마에하라 히로유키를 트레이드로 획득, 드래프트 회의에서도 다카기 다이세이, 오토모 스스무 등을 영입시키면서 전력을 보강하는 등 2년 만의 우승을 목표로 했지만 8월 종료 시점에서 47승 4무 59패라는 기대 이하의 성적을 기록하면서 승률은 5할을 밑돌아 그 해에도 3위에 끝났다.
1997년에는 요미우리 자이언츠로 이적한 기요하라 가즈히로의 후임으로 도밍고 마르티네스를 영입했고, 드래프트에서는 와다 가즈히로, 다마노 히로마사 등을 획득한 것 외에도 스즈키 겐과 마쓰이 가즈오를 중심으로 하는 맹활약으로 3년 만에 리그 우승을 이끌었다. 그러나 일본 시리즈에서 야쿠르트 스왈로스한테 패해 우승 달성에는 실패했고, 이듬해 1998년에는 닛폰햄 파이터스에서 활약한 니시자키 유키히로를 트레이드로 영입, 오릭스에서 활약한 나카지마 사토시를 FA로 영입하는 등 전력을 보강했다. 그 해에는 팀내 중심 선수들의 활약으로 리그 2연패를 달성했지만 일본 시리즈에서는 요코하마 베이스타스에게 패하는 등 2년 연속 일본 시리즈 우승 달성에 실패하는 불명예를 안게 되었다.
1999년, ‘떠오르는 신인’으로 알려진 마쓰자카 다이스케의 활약으로 후쿠오카 다이에 호크스와의 리그 우승을 놓고 경쟁을 펼친 끝에 결국 2위를 기록하여 리그 3연패는 달성하지 못했다. 다음 해인 2000년에는 다이에 호크스와의 리그 우승을 놓고 경쟁을 펼쳤지만 마르티네스의 퇴단에 의해 공격력이 떨어진 면도 있어 결국 2위로 끝났고 2001년에도 오사카 긴테쓰 버펄로스·다이에와의 우승 경쟁에서 밀리는 등 결국 2001년 시즌 종료 후 감독직에서 물러났다.

#### 감독으로서의 수완
- 감독으로 부임할 당시의 세이부는 황금기의 주력 선수가 다른 팀으로 이적하거나 전력의 저하가 현저했지만 히가시오는 투수진에 관해서는 마쓰자카 다이스케, 니시구치 후미야, 이시이 다카시, 도요다 기요시 등의 ‘선발 4기둥’이나 중간 계투로 활약한 모리 신지 등을 육성하여 세대교체에 성공했다. 또 세이부 황금시대에는 중간 계투였던 시오자키 데쓰야를 선발 투수로 전향하게 하거나 닛폰햄 파이터스에서 거의 반전력외의 형태로 이적해 온 니시자키 유키히로를 구원 투수로서 재생하는 등 베테랑의 기용에도 수완을 발휘했다. 전력이 된 좌완 투수가 주로 원포인트의 하시모토 다케히로, 도이 요시히로 정도 밖에 없었던 것이 약점이었지만 우완 투수가 강력했기 때문에 그다지 문제되지는 않았다.
- 야수에 관해서는 준족 교타로 수비력이 있는 선수는 많았지만 장타력이 부족한 면도 있어 특히 기요하라 가즈히로가 요미우리에 이적한 이후에는 외국인 선수들의 성과에 의해 타선의 힘이 크게 좌우되었다.
- 전형적인 1번 타입이었던 마쓰이 가즈오를 일찍부터 클린업, 가끔은 4번 타자로서 기용했고[3] 스즈키 겐, 다카기 다이세이, 오제키 다쓰야, 오토모 스스무, 다카기 히로유키 등 주력이 왼쪽 타자에게만 치우쳐 있어 상대가 좌완 투수일때에는 어려움이 있었다.[4]
- 야수나 타격 면에 관한 지휘에 대해서 완벽했다고는 말할 수 없지만 황금기가 종언을 맞이하여 전력면에 관해서는 과도기인 가운데 세대교체를 다하면서 A클래스를 항상 유지했다. 이러한 약점을 스도 유타카, 이하라 하루키 등의 코칭 스태프들이 보완했던 점도 크다.

### 그 후
세이부 감독을 사임한 후 TV 아사히, 분카 방송, 스포츠 닛폰의 야구 해설위원 등 다시 평론가로 복귀했고, 2006년 9월부터 bj 리그 구단인 도쿄 아파치 사장으로 취임해 2009년 8월까지 역임했다. 2010년에는 일본 야구 명예의 전당에 선수 부문 헌액자로 선정되었다.

## 상세 정보

### 출신 학교
- 와카야마 현립 미노시마 고등학교

### 선수 경력
- 니시테쓰 라이온스·다이헤이요 클럽 라이온스·크라운라이터 라이온스·세이부 라이온스(1969년 ~ 1988년)

### 지도자·기타 경력
- TV 아사히·분카 방송·닛칸 스포츠 야구 해설위원(1989년 ~ 1994년)
- 세이부 라이온스 감독(1995년 ~ 2001년)
- TV 아사히·분카 방송·스포츠 닛폰 야구 해설위원(2002년 ~ )
- bj 리그 도쿄 아파치 사장(2006년 9월 ~ 2009년 8월)

### 수상·타이틀 경력

#### 타이틀
- 다승왕 : 2회(1975년, 1983년)
- 최다 선발승: 3회(1972년(17선발승), 1980년(17선발승),1983년(18선발승))
- 최고 평균자책점 : 1회(1983년)
- 최다 탈삼진(당시는 타이틀이 아님) : 1회(1975년) ※퍼시픽 리그에서는 1989년부터 타이틀로 제정됨.

#### 수상
- MVP : 2회(1983년, 1987년)
- 베스트 나인 : 2회(1983년, 1985년)
- 골든 글러브상 : 5회(1983년 ~ 1987년)
- 일본 시리즈 MVP : 1회(1982년)
- 월간 MVP : 2회(1980년 8월, 1982년 4월)
- 일본 야구 명예의 전당 헌액자(2010년)

### 개인 기록
- 통산 165개 사구(일본 기록)
- 올스타전 출장 : 10회(1972년, 1973년, 1975년, 1976년, 1978년, 1982년, 1984년 ~ 1987년)

### 등번호
- 21(1969년 ~ 1988년)
- 78(1995년 ~ 2001년)

### 연도별 투수 성적
| 연 도      | 소 속                                | 등 판 | 선 발 | 완 투 | 완 봉 | 무 4 구 | 승 리 | 패 전 | 세 이 브 | 홀 드 | 승 률 | 타 자 | 이 닝  | 피 안 타 | 피 홈 런 | 볼 넷 | 고 4 | 몸 맞 | 탈 삼 진 | 폭 투 | 보 크 | 실 점 | 자 책 점 | 평 자 책 | W H I P |
| ---------- | ------------------------------------ | ----- | ----- | ----- | ----- | ------- | ----- | ----- | -------- | ----- | ----- | ----- | ------ | -------- | -------- | ----- | ---- | ----- | -------- | ----- | ----- | ----- | -------- | -------- | ------- |
| 1969년     | 니시테쓰· 다이헤이요· 크라운· 세이부 | 8     | 4     | 0     | 0     | 0       | 0     | 2     | --       | --    | .000  | 73    | 15.0   | 16       | 2        | 14    | 0    | 1     | 11       | 1     | 0     | 14    | 14       | 8.40     | 2.00    |
| 1970년     | 니시테쓰· 다이헤이요· 크라운· 세이부 | 40    | 31    | 3     | 0     | 0       | 11    | 18    | --       | --    | .379  | 786   | 173.1  | 183      | 22       | 90    | 2    | 7     | 94       | 4     | 0     | 107   | 99       | 5.14     | 1.58    |
| 1971년     | 니시테쓰· 다이헤이요· 크라운· 세이부 | 51    | 31    | 3     | 0     | 0       | 8     | 16    | --       | --    | .333  | 964   | 221.1  | 198      | 20       | 118   | 3    | 15    | 109      | 5     | 0     | 110   | 92       | 3.74     | 1.43    |
| 1972년     | 니시테쓰· 다이헤이요· 크라운· 세이부 | 55    | 41    | 13    | 2     | 0       | 18    | 25    | --       | --    | .419  | 1313  | 309.2  | 313      | 37       | 110   | 6    | 12    | 171      | 4     | 0     | 152   | 126      | 3.66     | 1.37    |
| 1973년     | 니시테쓰· 다이헤이요· 크라운· 세이부 | 48    | 37    | 14    | 5     | 2       | 15    | 14    | --       | --    | .517  | 1088  | 257.1  | 250      | 22       | 91    | 8    | 13    | 104      | 6     | 0     | 107   | 94       | 3.29     | 1.32    |
| 1974년     | 니시테쓰· 다이헤이요· 크라운· 세이부 | 27    | 19    | 7     | 1     | 1       | 6     | 9     | 0        | --    | .400  | 513   | 123.0  | 116      | 12       | 46    | 2    | 7     | 58       | 1     | 0     | 55    | 47       | 3.44     | 1.32    |
| 1975년     | 니시테쓰· 다이헤이요· 크라운· 세이부 | 54    | 31    | 25    | 4     | 1       | 23    | 15    | 7        | --    | .605  | 1281  | 317.2  | 287      | 14       | 63    | 8    | 7     | 154      | 3     | 0     | 101   | 84       | 2.38     | 1.10    |
| 1976년     | 니시테쓰· 다이헤이요· 크라운· 세이부 | 43    | 22    | 15    | 2     | 1       | 13    | 11    | 5        | --    | .542  | 1013  | 243.1  | 256      | 14       | 52    | 8    | 7     | 93       | 2     | 0     | 97    | 86       | 3.18     | 1.27    |
| 1977년     | 니시테쓰· 다이헤이요· 크라운· 세이부 | 42    | 31    | 17    | 1     | 3       | 11    | 20    | 4        | --    | .355  | 1018  | 241.2  | 259      | 30       | 56    | 4    | 14    | 108      | 1     | 0     | 119   | 104      | 3.87     | 1.30    |
| 1978년     | 니시테쓰· 다이헤이요· 크라운· 세이부 | 45    | 35    | 28    | 1     | 1       | 23    | 14    | 1        | --    | .622  | 1225  | 303.1  | 299      | 25       | 53    | 8    | 16    | 126      | 1     | 0     | 110   | 99       | 2.94     | 1.16    |
| 1979년     | 니시테쓰· 다이헤이요· 크라운· 세이부 | 23    | 22    | 10    | 1     | 3       | 6     | 13    | 0        | --    | .316  | 666   | 155.0  | 181      | 19       | 32    | 3    | 7     | 61       | 0     | 1     | 90    | 78       | 4.53     | 1.37    |
| 1980년     | 니시테쓰· 다이헤이요· 크라운· 세이부 | 33    | 33    | 18    | 1     | 4       | 17    | 13    | 0        | --    | .567  | 988   | 235.1  | 258      | 28       | 41    | 1    | 12    | 84       | 0     | 1     | 117   | 99       | 3.79     | 1.27    |
| 1981년     | 니시테쓰· 다이헤이요· 크라운· 세이부 | 27    | 27    | 11    | 1     | 2       | 8     | 11    | 0        | --    | .421  | 768   | 181.0  | 192      | 24       | 51    | 6    | 7     | 55       | 1     | 1     | 83    | 77       | 3.83     | 1.34    |
| 1982년     | 니시테쓰· 다이헤이요· 크라운· 세이부 | 28    | 25    | 11    | 2     | 0       | 10    | 11    | 1        | --    | .476  | 763   | 183.2  | 179      | 20       | 49    | 3    | 3     | 59       | 1     | 1     | 76    | 67       | 3.28     | 1.24    |
| 1983년     | 니시테쓰· 다이헤이요· 크라운· 세이부 | 32    | 29    | 11    | 3     | 2       | 18    | 9     | 2        | --    | .667  | 873   | 213.0  | 198      | 14       | 51    | 4    | 6     | 72       | 0     | 1     | 76    | 69       | 2.92     | 1.17    |
| 1984년     | 니시테쓰· 다이헤이요· 크라운· 세이부 | 32    | 32    | 20    | 3     | 3       | 14    | 14    | 0        | --    | .500  | 986   | 241.1  | 227      | 24       | 53    | 5    | 8     | 84       | 2     | 0     | 103   | 89       | 3.32     | 1.16    |
| 1985년     | 니시테쓰· 다이헤이요· 크라운· 세이부 | 31    | 23    | 11    | 3     | 2       | 17    | 3     | 1        | --    | .850  | 721   | 174.1  | 164      | 19       | 46    | 0    | 7     | 74       | 1     | 0     | 71    | 64       | 3.30     | 1.20    |
| 1986년     | 니시테쓰· 다이헤이요· 크라운· 세이부 | 31    | 22    | 8     | 0     | 2       | 12    | 11    | 2        | --    | .522  | 703   | 168.1  | 183      | 29       | 27    | 6    | 7     | 52       | 1     | 0     | 85    | 79       | 4.22     | 1.25    |
| 1987년     | 니시테쓰· 다이헤이요· 크라운· 세이부 | 28    | 27    | 17    | 3     | 6       | 15    | 9     | 0        | --    | .625  | 904   | 222.2  | 215      | 16       | 29    | 6    | 6     | 85       | 3     | 0     | 81    | 64       | 2.59     | 1.10    |
| 1988년     | 니시테쓰· 다이헤이요· 크라운· 세이부 | 19    | 15    | 5     | 1     | 0       | 6     | 9     | 0        | --    | .400  | 463   | 105.2  | 121      | 21       | 30    | 2    | 3     | 30       | 2     | 0     | 63    | 57       | 4.85     | 1.43    |
| 통산: 20년 | 통산: 20년                           | 697   | 537   | 247   | 34    | 33      | 251   | 247   | 23       | --    | .504  | 17109 | 4086.0 | 4095     | 412      | 1102  | 85   | 165   | 1684     | 39    | 5     | 1817  | 1588     | 3.50     | 1.27    |

- 굵은 글씨는 시즌 최고 성적, 붉은색 글씨는 일본 프로 야구 역대 최고 성적.
- 니시테쓰(니시테쓰 라이온스)는 1973년에 다이헤이요(다이헤이요 클럽 라이온스), 1977년 크라운(크라운라이터 라이온스), 1979년에 세이부(세이부 라이온스)로 구단명을 변경.

### 감독으로서의 팀 성적
| 연도      | 소속      | 순위      | 경기 | 승리 | 패전 | 무승부 | 승률 | 승차         | 팀 홈런      | 팀 타율      | 팀 평균자책점 | 연령         |
| --------- | --------- | --------- | ---- | ---- | ---- | ------ | ---- | ------------ | ------------ | ------------ | ------------- | ------------ |
| 1995년    | 세이부    | 3위       | 130  | 67   | 57   | 6      | .540 | 12.5         | 117          | .246         | 2.98          | 45세         |
| 1996년    | 세이부    | 3위       | 130  | 62   | 64   | 4      | .492 | 13.0         | 141          | .258         | 3.58          | 46세         |
| 1997년    | 세이부    | 1위       | 135  | 76   | 56   | 3      | .576 | -            | 110          | .281         | 3.63          | 47세         |
| 1998년    | 세이부    | 1위       | 135  | 70   | 61   | 4      | .534 | -            | 115          | .270         | 3.66          | 48세         |
| 1999년    | 세이부    | 2위       | 135  | 75   | 59   | 1      | .560 | 4.0          | 89           | .258         | 3.58          | 49세         |
| 2000년    | 세이부    | 2위       | 135  | 69   | 61   | 5      | .531 | 2.5          | 97           | .255         | 3.68          | 50세         |
| 2001년    | 세이부    | 3위       | 140  | 73   | 67   | 0      | .521 | 6.0          | 184          | .256         | 3.88          | 51세         |
| 통산: 7년 | 통산: 7년 | 통산: 7년 | 937  | 489  | 425  | 23     | .535 | A클래스: 7회 | A클래스: 7회 | A클래스: 7회 | A클래스: 7회  | A클래스: 7회 |

1. 1995년부터 1996년까지는 130경기제.
2. 1997년부터 2000년까지는 135경기제.
3. 2001년부터 2003년까지는 140경기제.
4. 통산 성적은 1997년에 출장 정지 처분을 받은 3경기를 포함하지 않음.